# 越谷市立南中学校
越谷市立南中学校（こしがやしりつ みなみちゅうがっこう）とは、埼玉県越谷市川柳町にある公立中学校。越谷市内で一番伝統のある中学校

## 概要
越谷市は公立学校選択制を取り入れている。令和2年現在での在校生数は約600名であり、内、特別支援学級26名が在校している。

## 沿革
- 1947年4月1日 - 蒲生村立蒲生中学校として開校[1]
- 1977年4月1日 - 越谷市立光陽中学校を分離[2]。学校自体は越谷市立川柳小学校・越谷市立明正小学校の4校が隣接している。

## 教育目標
「豊かな人間性を持ち、自立して生きる生徒の育成」
めざすの人物像　　こころからの　あいさつ　清掃　合唱
- 基礎基本となる知識技術の習得に努力する生徒の育成（知）
- 自己を律することができ、相手を思いやる力を持つ生徒の育成（徳）
- 心身を鍛え、健康にたくましく生活していく生徒の育成（体）[3]

## 部活動
- 野球部
- ソフトボール部
- サッカー部
- 陸上部
- ソフトテニス部
- 卓球部
- バスケットボール部
- バドミントン部
- バレーボール部
- 剣道部
- A学級部活[4]
- 吹奏楽部
- 日本文化部
- 科学・PC部
- 美術部

## 通学区域
- 伊原一丁目 - 全域
- 伊原二丁目 - 全域
- 蒲生一丁目 - 全域
- 蒲生二丁目 - 全域
- 蒲生三丁目 - 全域
- 蒲生旭町 - 全域
- 蒲生愛宕町 - 全域
- 蒲生寿町 - 全域
- 蒲生西町一丁目 - 全域
- 蒲生本町 - 全域
- 蒲生南町 - 全域
- 南町一丁目 - 全域
- 南町二丁目 - 全域
- 南町三丁目 - 全域
- 登戸町 - 一部地域

## 著名な卒業生
- 足立夢実 - 水泳
- 金子美里 - バレーボール
- 日高舞 - 新体操（浦安市立浦安中学校に転校）
- 益若つばさ - モデル
- はんくん ‐ YouTuber（エスポワールTRIBE[6]メンバー）
- ひろと ‐ YouTuber（エスポワールTRIBE[6]メンバー）